# 安娜·帕特里夏·拉莫斯
安娜·帕特里夏·席尔瓦·拉莫斯（葡萄牙語：Ana Patrícia Silva Ramos，1997年9月29日—）生于埃斯皮诺萨，是一名巴西女子沙滩排球运动员。她曾练习过手球等运动，2013年被一位教练发掘，该教练邀请她尝试沙滩排球，这之后她便爱上了这项运动，并决定离开家乡前往前往外地接受正式训练。尽管一开始仍需从基础练起，她仍凭借自己的刻苦努力，成功进入青年国家队。她2017年开始与Rebecca Cavalcante组成长期性搭档。2022年，她开始再次与曾共同征战2014年南京青奥的爱德华达·桑托斯·利斯博阿搭档。